# Епоетин альфа
Епоетин альфа (МНН) - це еритропоетин, що генерується в клітинних культурах, використовуючи молекулярне клонування. Був затверджений як лікувальний засіб Європейським агентством з лікарських засобів 28 серпня 2007 року. Стимулює еритропоез (підвищення рівня еритроцитів) і використовується для лікування анемії, часто пов'язаної з хронічною нирковою недостатністю або раковою хіміотерапією.
Епоетин виготовляється та продається корпорацією Amgen під торговою маркою "Епоген". Janssen Biotech - дочірня компанія Johnson & Johnson, продає цей самий препарат під назвою Procrit. Станом на 2009 рік, середня вартість на одного пацієнта в США складала $8,447. Дарбепоетин альфа (МНН) - глікозильований аналог еритропоетину, що містить два додаткові  N-глікозильовані вуглецеві ланцюги, що також випускається корпорацією Amgen, під торговою маркою Aranesp. Застереження та міри безпеки FDA для цих трьох препаратів ідентичні.
Протягом декількох років, епоетин альфа відмічається як препарат, на який системою Medicare було витрачено найбільше грошей; Лише у 2010 році програма виплатила 2 млрд дол. за цей препарат  Деякі дослідження повідомляють, що підвищення рівня гемоглобіну може брати участь у підвищенні ризику тромбоутворення, інсультів та смерті.

## Медичне використання
Еритропоетин використовується як терапевтичний засіб, що отримують за допомогою технології рекомбінантної ДНК в культурах клітин ссавців. Застосовується при лікуванні анемії внаслідок хронічної хвороби нирок і мієлодисплазії, спричиненої лікуванням раку (хіміотерапією та радіацією ).

### Анемія, спричинена хронічним захворюванням нирок
Пацієнтам, що потребують діалізу або хворі на хронічну хворобу нирок, з еритропоетином також рекомендується вводити препарати заліза. Потреба в цьому залежить від певних лабораторних параметрів, таких як вміст ферритину і насиченість трансферину. Пацієнтам в США частіше за все дають Епоген; в інших країнах можуть використовуватись інші марки препарату.
Еритропоетин також використовується для лікування анемії у пацієнтів з хронічною хворобою нирок, які не знаходяться на діалізі (хворі на стадії 3 або 4, а також ті, хто живе з пересадженою ниркою). Існує два типи !еритропоетину для пацієнтів з анемією, спричиненою хронічною хворобою нирок.

### Анемія, викликана раком
У березні 2008 року група радників з Управління з контролю за продуктами і лікарськими засобами США (FDA) підтримала розповсюдження на ринку еритропоез-стимулюючих засобів, які виготовляють Amgen і Johnson & Johnson для використання хворими на рак. FDA зосередила увагу на результатах деяких клінічних досліджень, що показали підвищений ризик смерті і зростання  пухлин у пацієнтів що підлягали хіміотерапії і приймали препарати проти анемії.

### Анемія у важко хворих пацієнтів
Еритропоетин використовується для лікування анемії, що виникає в пацієнтів в результаті критичного захворювання.
В ході рандомізованого контрольованого спостереження за еритропоетином не був помічений вплив на кількість переливань, необхідних критично хворим пацієнтам. Неочікуваним результатом цього дослідження була низька смертність пацієнтів, яким давали еритропоетин.

### Неврологічні захворювання
Передбачається, що еритропоетин може використовуватись при лікуванні певних неврологічних захворювань, таких як шизофренія та інсульт. Деякі дослідження показали, що еритропоетин підвищує виживаність у дітей, хворих на церебральну малярію, яка викликається блокадою кровоносних судин мозку. Проте ідея нейропротективної дії еритропоетину не узгоджується з поганим транспортом хімічної речовини в мозок  і низькою кількістю рецепторів еритропоетину, експресованих на нейронах.

### Еритропоетин для недоношених дітей
Немовлята, народжені на ранніх стадіях, часто потребують переливання і мають низький рівень !еритропоетину. Еритропоетин вивчали як варіант лікування для полегшення анемії у недоношених дітей. Лікування дітей віком до 8 днів еритропоетином може дещо зменшити потребу в переливанні еритроцитів, але підвищує ризик ретинопатії. Через лімітовану клінічну користь і підвищений ризик ретинопатії раннє або пізнє лікування еритропоетином не рекомендується для недоношених дітей.

## Побічні ефекти
Епоетин альфа загалом не має серйозних побічних еффектів. Найпоширеніші включають підвищений кров'яний тиск, головний біль, кластерні мігрені (стійкі до лікарських засобів), біль у суглобах і згортання крові в місці ін'єкції. Рідко спостерігаються випадки поколювання, висипання та подібних до грипу симптомів у місці уколу (біль у м'язах та суглобах). Більш серйозні побічні ефекти, включаючи алергічні реакції, судоми та тромботичні події (наприклад, серцеві напади, !інсульти та легенева емболія) трапляються дуже рідко. Підтверджено, що тривале самолікування викликає підвищення рівня гемоглобіну в крові та гематокриту до аномально високих рівнів, що призводить до задишки та болю в животі.
Еритропоетин підвищує ризик розвитку серцево-судинних ускладнень у хворих з захворюваннями нирок, якщо його застосовують для підвищення рівня гемоглобіну вище 13,0 г / 100 мл.
Раннє лікування (до досягнення восьмиденного віку) еритропоетином призводить до підвищенного ризику ретинопатії недоношення у недоношених та анемічних немовлят. Оскільки анемія сама підвищує ризик ретинопатії, кореляція з еритропоетином може бути випадковою.

## Взаємодії з іншими фармакопрепаратами
Лікарські взаємодії з еритропоетином включають:
- Сильні : леналіномід - підвищує ризик тромбозу
- Помірні : циклоспорин - підвищує ризик збільшення кров'яного тиску може бути більшим у поєднанні з ЕПО. ЕРО може призводити до варіабельності рівнів циклоспорину в крові.
- Незначні : інгібітори АПФ можуть впливати на кровотворення, зменшуючи синтез ендогенного еритропоетину або зменшуючи виробництво кісткового мозку еритроцитів.[18]